# 御器所台地
御器所台地（ごきそだいち）は、愛知県名古屋市の地形。

## 概要
北は愛知県名古屋市千種区鍋屋上野町から南は愛知県名古屋市瑞穂区井戸田町に至るまでの台地を指す名称。うち、鶴舞公園東方に位置する谷を境に、北側を千種台、南を御器所台と称することもある。台地の西側は精進川低地、東側は八事丘陵に接する。洪積層の段丘であり、規模は南北に約7.5キロメートル・東西に約2キロメートル・高さは5メートルから30メートルで、東から西に向かって低くなっている。